# Franz Anton Schleidt
Franz Anton Schleidt (* 16. Januar 1832 in Flörsheim am Main; † im 19. Jahrhundert) war ein deutscher Bürgermeister und Mitglied der Zweiten Kammer der Landstände des Herzogtums Nassau.

## Leben
Franz Anton Schleidt war ein Sohn des Landwirts Franz Schleidt (1802–1847) und dessen Ehefrau Katharina Hartmann (1804–1866). Er betrieb die väterliche Landwirtschaft und war in seiner Heimatgemeinde Flörsbach am Main Bürgermeister, als er 1858 ein Mandat für die Zweite Kammer des Landtags des Herzogtums Nassau erhielt. Er war bis 1863 für den Wahlkreis XXI Hocheim in dem Parlament.